# Sofie Almroth
Sofie Margareta Almroth, född 2 januari 1985 i Katarina församling i Stockholm, är en svensk operasångerska och programledare. 
Almroth började sina musikstudier som elev vid Adolf Fredriks Musikklasser och därefter vid Stockholms Musikgymnasium. Efter studier i musikvetenskap vid Stockholms Universitet flyttade hon till London där hon studerade sång för Rudolf Pearney vid Guildhall School of Music & Drama. Efter examen 2011 flyttade Almroth tillbaka till Sverige för fortsatta studier vid Operahögskolan i Stockholm.
Hon gjorde sin professionella debut på operascenen som andra pojken i Stein Winges uppsättning av Trollflöjten på Dalhalla 2010. Hon har därefter gjort roller som Hänsel i Hänsel und Gretel vid Opera på Gotland, La Ciesca i Gianni Schicchi och La Zia Principessa i Suor Angelica vid Varna Opera (Bulgarien) under Dian Tchobanov, Cherubino i Figaros bröllop under Arnold Östman på Confidencen i Stockholm och både Flora och Annina i La Traviata på Opera på Skäret under Marcello Mottadelli. Sommaren 2016 deltog Almroth i Opera på Gotlands uppsättning av Suor Angelica.
Hon debuterade som konsertsångare som 18-åring och har sedan dess främst framträtt i Sverige, Norge och Storbritannien.
Almroth medverkar på Ann Hallenbergs cd Arias for Marietta Marcolini (Naïve) (Diapason d’Or 2012) med Stavangers Symfoniorkester under den italienske dirigenten Fabio Biondi.
Hon verkar också som programledare för P2 Live i Sveriges Radio P2 där hon presenterar ett urval av Sveriges och Europas konsert- och operautbud.
Almroth är dotter till dirigenten Arne Almroth och specialläraren Kerstin Littke, född Sinnö. 